# Ludwig Lemcke
Ludwig Lemcke (* 25. Dezember 1816 in Brandenburg an der Havel; † 21. September 1884 in Gießen) war ein deutscher Literaturhistoriker und Romanist. Sein Wahlspruch lautete „Stets Beschäftigung, aber keine Arbeit!“.

## Leben
Ludwig Gustav Constantin Lemcke wurde 1816 als Sohn des Apothekers und Brandenburgischen Stadtrates Julius Ludwig Lemcke und dessen Frau Marie Dorothea Christine geboren. Der Vater soll laut mehreren Quellen „überspannt“ bzw. „exzentrisch“ gewesen sein, weshalb sich seine Frau 1827 von ihm trennte. Nach der Trennung übersiedelte Lemcke mit seiner Mutter nach Braunschweig, wo er bis Ostern 1835 das Gymnasium und anschließend Vorlesungen am Collegium Carolinum besuchte.
Im Alter von 20 Jahren begann Lemcke sein Studium an der Berliner Universität, wo er unter anderem philosophische Vorlesungen von Franz Bopp, Karl Ludwig Michelet, Eduard Gans und Friedrich Adolf Trendelenburg besuchte. Außerdem nahm er an Kollegien von August Boeckh (klassische Philologie), Karl Lachmann (deutsche und lateinische Philologie), Leopold von Ranke (Geschichtswissenschaft) und Carl Ritter (Geographie) teil.
Neben Deutsch, Latein und Altgriechisch lernte Lemcke in dieser Zeit auch Sanskrit und Arabisch, entschied sich jedoch nicht für ein bestimmtes Studium und verließ die Hochschule am 14. März 1840 ohne formalen Abschluss. Dennoch scheint sich Lemcke später die Doktorwürde erworben zu haben, da er im Jahr 1860 von Adolf Ebert als Dr. Lemcke bezeichnet wird.
Am 26. April 1840 vermählte sich Lemcke mit Mathilde Sophie Aline Pfaff und zog mit ihr nach Uslar. Ein Jahr später bezog das Paar ein Haus in Braunschweig, wo Lemcke zahlreiche gebildete Freunde um sich scharte und sogar ein chemisches Labor einrichtete. Die umfangreiche Bibliothek, mit deren Anlegung Lemcke bereits als Kind begonnen hatte, zählte zu den bedeutendsten Privatsammlungen Deutschlands und enthielt neben einigen weiteren Seltenheiten auch eine Sammlung spanischer Dramen und italienischer Novellen. Doch bereits 1848 hatte Lemcke durch unglückliche Spekulationen sein Vermögen verloren, musste seine Bibliothek verkaufen und sich nach einem Beruf umsehen.
Zunächst war Lemcke als Übersetzer tätig und verbrachte dann zwischen 1853 und 1854 ein Jahr in Paris, um dort an der Kaiserlichen Bibliothek für sein Hauptwerk, ein dreibändiges Handbuch der spanischen Literatur zu recherchieren. Nach seiner Rückkehr begann Lemcke, als Englisch- und Französischlehrer am örtlichen Gymnasium und ab Neujahr 1859 auch an der Pott'schen Schule für Höhere Töchter (heute: Gymnasium Kleine Burg) zu arbeiten.
Seit 1853 stand Lemcke wegen seiner wissenschaftlichen Arbeiten mit Ferdinand Wolf und Adolf Ebert in Kontakt und wurde 1863 als Nachfolger des letzteren an die Universität Marburg berufen, wo er zunächst als außerordentlicher und zwei Jahre später als Ordinarius für romanischen Philologie lehrte. 1867 verließ Lemcke die Stadt Marburg zugunsten von Gießen, wo ihm ebenfalls eine Professur angeboten worden war.
Am 30. November 1877 starb Lemckes Ehefrau und wenig später zeigten sich bei ihm selbst Anzeichen von Krebs, aufgrund derer er seine Lehrtätigkeit 1881 einschränken und 1883 ganz aufgeben musste. Am 21. September 1884 erlag Lemcke seiner Krankheit.
Sein Hauptwerk ist das Handbuch der spanischen Literatur (Leipzig 1855, 3 Bde.). Zahlreiche Aufsätze von ihm befinden sich in Eberts Jahrbuch für romanische und englische Literatur, dessen Herausgabe er 1866 übernahm. Auch übersetzte er Thomas Babington Macaulays Geschichte von England.